# دوتایی (آلبوم فرانک سیناترا)
دوتایی (انگلیسی: Duets) آلبومی با صدای فرانک سیناترا است که در سال ۱۹۹۳ منتشر شد.